# Peter Wadabwa
Peter Wadabwa, né le 14 septembre 1983 à Blantyre, est un footballeur malawite. Il joue au poste d'attaquant avec l'équipe sud-africaine de Thanda Royal Zulu.